# إشعاع تشيرنكوف
إشعاع تشيرنكوف (بالإنجليزية: Cherenkov radiation)‏ هو إشعاع كهرمغناطيسي ينبعث عندما يمر جسيم مشحون (كالإلكترون) في وسط عازل بسرعة تفوق سرعة الضوء في ذات الوسط. وتقوم بتأيين جزيئات ذلك الوسط بعدها تفقد سرعتها بسرعة وترجع إلى طبيعتها باعثة إشعاعات شيرينكوف. أما عن الوهج الأزرق في المفاعلات النووية هو نتيجة هذه الإشعاعات، وسميت بهذا الاسم نسبة إلى العالم الروسي بافل شيرنكوف الحائز على جائزة نوبل كأول مكتشف لهذه الإشعاعات بالتجربة العلمية. تطورت نظرية هذا الإشعاع ضمن إطار عمل نظرية النسبية الخاصة لآينشتاين من قبل إيجور تام وإليا فرانك، اللذان حازا على جائزة نوبل أيضا.

## الأصل الفيزيائي
عندما تصبح سرعة الكهرحركيات (إليكتروديناميكيات) بسرعة الضوء في الفراغ (ثابت عالمي)، السرعة التي ينتشر الضوء عندها في المادة قد تكون أقل بكثير من سرعة الضوء، على سبيل المثال سرعة انتشار الضوء في الماء (224,844,343) متر بالثانية فقط ثلاثة أرباعه في الهواء (299,792,458) متر بالثانية، فالمادة قد تتسارع خلف هذه السرعة على الرغم أنها ما زالت أقل من سرعة الضوء خلال التفاعلات النووية وفي مسرع الجزيئات، تأثيرات إشعاعات شيرنكوف عندما يمر جسيم مشحون كالإلكترون عبر وسط عازل ذو جزيئات قابلة للتأيين بسرعة أكبر من سرعة انتشار الضوء في نفس الوسط.
علاوة على ذلك، السرعة التي يجب أن يتخطاها تدعى سرعة عتبة الضوء (السرعة العتبوية) بدلا من مجموعة سرعة الضوء. السرعة العتبوية قد تتغير بتوظيف وسط دوري، وفي تلك الحالة عندما يستطيع أحدهما أن يتم إشعاعات شيرنكوف بدون جسيمات قليلة السرعة، ظاهرة معروفة بـتأثير سميث برسيل. في الأوساط المتكررة
المقدة كالكريستال الفوتوني وقد يمتلك إحداها العديد من تأثيرات شيرينكوف كاشعاعات الرجوع حيث إشعاعات شيرنكوف العادية تشكل زاوية حادة مع سرعة الجسيمات.
عندما تسير الجسيمات المشحونة وتثير الحقل الكهرمغناطيسي المحلي في وسطها. وستفصل الإلكترونات عن ذراتها، وتصبح الذرات مستقطبة بجسيمات الحقل الكهرمغناطيسي المشحونة. تنبعث الفوتونات كعازل للإلكترونات لتستعيد نفسها للتوازن بعد انتهاء الإثارة. تحت الشروط الطبيعية هذه الفوتونات تضارب بشكل تدميري مع بعضها ولم يلاحظ وجود أي إشعاعات على أية حال عندما تسير الإثارة الأسرع من سرعة الضوء في السائل أو الوسط وليس C فهي تنتشر في الوسط، وتتعارض الفوتونات بشكل تدميري مكثفة الإشعاعات المنبعثة.

هندسة إشعاع شيرينكوف (موضحة للحالة المثالية لعدم التشتت)

التناظر الأشهر هي السونيك بوم للطيران السوبرسوني أو الرصاصة، موجات الصوت المنتجة بالجسم السوبرسوني الذي ينتشر بسرعة الصوت نفسها. تماما كالأمواج التي تسير بأقل من سرعة الجسم ولا ينتشر منه، وبدلا من تشكيل صدمة أمامية بنفس الطربقة الجيسم المشح قد ينتج موجة صدمة فوتونية عندما تسير في الوسط العازل.
كما في الصورة الموضحة، يسير الجسيم (السهم الأحمر) في وسط بسرعة {\displaystyle v_{p}}حيث {\displaystyle c/n<v_{p}<c} حيث أنا {\displaystyle c} سرعة الضوء في الخلاء. و {\displaystyle n} هو مؤشر كسر الأشعة للوسط، حيث أن مؤشر كسر الأشعة في الماء يساوي 1.33 في درجة الحرارة 20°.
كما نعرف النسبة بين سرعة الجسيم وسرعة الضوء بـ {\displaystyle \beta =v_{p}/c}. موجات الضوء المنبعثة (الأسهم الزرقاء) تسير بسرعة {\displaystyle v_{em}=c/n}.
الزاوية اليسارية للمثلث تمثل مكان الجسيم الفوق ضوئي في اللحظة البدائية (t=0). والزاوية اليمينية للمثلث هي مكان الجسيم في وقت آخر t، في الوقت المعلوم t الجسيم يسير مسافة:
{\displaystyle x_{p}=v_{p}t=\beta \,ct}
حيث الموجات الكهرطيسية المنبعثة تحاصر لتسير المسافة:
{\displaystyle x_{em}=v_{em}t={\frac {c}{n}}t.}
إذن:
{\displaystyle \cos \theta ={\frac {1}{n\beta }}.}
لاحظ أن هذه النسبة هي وقت حر من الوقت، قد يأخذ أحدها أوقات بشكل تعسفي وتنتج مثلثات متشابهة. الزاوية تبقى نفسها أي أن الموجات اللاحقة المنتجة بين وقت البداية ووقت النهاية ستشكل مثلثات متشابهة مع نقاط نهائية مشابهة للصورة المعروضة.

### تأثير عكس شيرينكوف
تأثير عكس شيرينكوف قد يختبر باستعمال مواد مسماة «مواد المؤشر العكسي»، المواد ذات طول الموجات المتوسطة والبناء الصغير التي تعطي تلك المواد امتلاكية متوسطة ممتازة مختلفة جدا عن موادها المقومة. أي أنه عندما يمر جسيم مشحون عبر وسط ما بسرعة تفوق سرعة الضوء في نفس الوسط لإغن ذلك الجسيم سيشع
من مخروط خلف نفسه بدلا من أمامه، قد يستطيع أحدها أيضا امتلاك اشعاع شيرينكوف في وسائط متكررة لامادية (حيث أن البناء المتكرر هو بنفس حجم طول الموجة لذا لا يمكن أن يعامل كمادة مماثلة) 

## المميزات
تردد طيف إشعاعات شيريرنكوف بجسيم معطى بصيغة فرانك تام، على غرار الفلورانس أو طيف الإشعاع اللذان لهما قمم طيفية مميزة، اشعاعات شيرينكوف مستمرة حول الطيف المرئي، الكثافة النسبية لتردد الوحدة تساوي تقريبا متناسب مع الالتردد. الترددات الأعلى ذات الموجات القصيرة كثيفة بشكل أكبر في إشعاعات شيرينكوف، وهذا سبب أن إشعاعات شيرينكوف المرئية تبدو كأزرق متوهج. في الواقع أغلب إشعاعات شيرينكوف تكون ذات طيف فوق بنفسجي، وتكون بشحنات متسارعة كافية حتى تصبح مرئية لأن حساسية عين الإنسان تبلغ ذروتها في اللون الأخضر والمنخفض جدا في حزء الطيف الفوق بنفسجي.
هناك تردد متقطع في الأعلى بالمعادلة {\displaystyle \cos \theta =1/(n\beta )} التي لا يمكن لها أن تكون مقنعة، عندما يساوي مؤشر انعكاس الضوء التردد وكذلك طول الموجة، لا تكمل المسافة ازديادها عند أي طول موجة أقصر حتى للجسيمات الفوق نسبية (الجسيمات الفوق نسبية هي الجسيمات التي تقترب سرعتها من سرعة الضوء)، عند ترددات الأشعة السينية (X-Ray) مؤشر انعكاس الضوء يصبح أقل من التوحيد (لاحظ أنه في الوسائط السرعة العتبوية قد تتجاوز سرعة الضوء بدون اختراق النسبية) ولذلك لا ترى الأشعة السينية (ولا الإشعاعات ذات الموجات الأقصر كأشعة غاما) على أية حال الأشعة السينية قد تنتج عند ترددات خاصة أقل من تلك المتناسبة مع انتقالات الجوهر الإلكتروني. غالبا يكون مؤشر انعكاس الضوء أكبر من الواحد وأقل من تردد الصدى.
قد تنتج اشعاعات شيرينكوف في العين أيضا باصطدام جسيمات مشحونة بالخلط الزجاجي معطيا صورة وهج.
شعاع تشيرنوكوف لايتخطى سرعة الضوء في الفراغ C بل التجربة بالكامل تتحدث عن سرعته في الوسط وهي أقل من C ولا يوجد شئ يتجاوز C بأي حال من الأحوال.

## الاستعمالات

### اكتشاف أصناف جزيئات الأحياء
تستخدم إشعاعات شيرنكوف بشكل واسع لتسهيل اكتشافات الكميات الضئيلة وتركزات جزيئات الأحياء المنخفضة. الذرات المشعة كالفوسفور 32 تعرف كجزيئات حية كوسائل أنزيمية وتركيبية وقد تكتشف بكميات قليلة لاحقا بهدف توضيح السبل البيولوجية في تشخيص تفاعلات الجزيئات الحية كالتغيرات المتآلفة والنسب عدم الانسجام.

### المفاعلات النووية
تستعمل إشعاعات شيرينكوف لاكتشاف الجسيمات المشحونة بشحنة كهربائية عالية، في المفاعلات النووية من نوع البركة تحرر جسيمات بيتا (إلكترونات ذات طاقة عالية) بعد أن ينتج الانشطار الانحلال ويكمل الوهج توهجه بعد أن تقف سلسلة التفاعلات معا حتى تضمحل المنتجات القصيرة الحياة، وبشكل مشابه لإشعاعات شيريرنكوف قد تشخص النشاط الإشعاعي المتبقي من قضبان الوقود المستنفذ.

### تجارب الفيزياء الفلكية
عندما يتفاعل فوتون غاما ذو طاقة عالية أو أشعة كونية مع الغلاف الجوي، وقد تنتج زوج إلكتروني بوزتروني بسرعات هائلة، إشعاعات شيرينكوف من جسيماتها المشحونة تستخدم لتحديد مصدر وكثافة الشعاع الكوني وأو أشعة غاما والتي تستخدم على سبيل المثال في تقنية شيرينكوف للتصوير الجوي عن طريق التجارب العلمية
كـ VERITAS , HESS و MAGIC. نفس الطرق تستخدم في مراصد النيترون الضخمة كـ Super-Kamiokande ومرصد النيترون Sudbury وآيس كوب. في مرصد بيير أوغر والمشاريع المماثلة تملأ الدبابات بالماء مراقبة إشعاعات شيرينكوف المسببة من قبل الميونات والإلكترونات والبوزيترونات الناجمة عن الجزيئات والتي سبها هي الأشعة الكونية.
قد تستخدم إشعاعات شيرينكوف أيضا لتحديد خصائص الكائنات الكونية ذات الطاقة العالية والتتي تنتج أشعة غاما كبقايا السوبرنوفا والمتوهجات، ويتم هذا بمشاريع كمشروع «إس تي آي سي إي إي» مرصد أشعة غاما في نيومكسيكو.

### تجارب فيزياء الجسيمات
تستخدم إشعاعات شيرينكوف بشكل واسع في تجارب فيزياء الجسيمات للتعرف عن الجسيم. قد يقيس أحدها سرعة جسيم أولي مشحون كهربائيا بخصائص ضوء شيرينكوف المضاء في وسط معين. إذا قيست قوة جسيم بشكل حر، فإنه يستطيع حساب كتلة الجسيم بقوتها وسرعتها، وكذلك تعريف الجسيم.
أبسط نوع لجهاز التعرفة بالجسيم المعتمد على تقنية إشعاعات شيرينكوف هو العداد العتبوي والذي يجيب إذا كان سرعة جسيم مشحون أقل أو أعلى من سرعة معينة، وبالنظر فيما إذا كان هذا الجسيم يبعث أو لا يبعث ضوء شيرينكوف في وسط معين، مع العلم أن قوة الجسيم قد يفصل أحدها جسيمات تضيء أكثر من عتبة معينة من تلك التي هي أثقل من تلك العتبة.
النوع المتقدم هو RICH و كاشف حلقة تصوير شيرينكوف الذي طور في الثمانينيات، في كاشف ريتش ينتج مخروط ضوء شيرينكوف عندما تسير الجسيمات المشحونة ذات السرعة الهائلة إلى وسط مناسب، وغالبا ما يدعى المبرد، وكشف عة مخروط الضوء هذا على حساسة للكشف عن مستو الفوتون، والذي يسمح بإعادة هيكلة قرص أو حلقة نصف القطر القياسي لزاوية انبعاث شيرينكوف، ويستخدم كل من كاشفات التركيز والتريكز المقرب، في تركيز كاشف ريتش تجمع الفوتونات بمرآة كروية الشكل، وتركز على كاشف الفوتون في مكان المستوى البؤري، والنتيجة دائرة بقطر مستقل عن نقطة الانبعاث على طول مسار الجسيمات، هذا المخطط مناسب للمبردات ذات مؤشر الإنعاكس المنخفض كالغازات، ونظرا للحاجة لمبرد أكبر لإنشاء فوتونات كافية، في تصميم أكثر إحكاما وتريزا، مبرد رقيق يبعث ضوء شيرينكوف والذي يسير لمسافات صغيرة. الصورة تكون لحلقة من الضوء وال قطر المعرف بزاوية انبعاث شيرينكوف وفجوة التقريب، وتحدد سماكة الحلقة بسماكة المبرد، مثال عن كاشف ريتش كاشف تعريف الجسيم العالي الطاقة "HMPID"  والكاشف الذي مازال تحت التأسيس أليس.

## فراغ إشعاعات شيرينكوف
فراغ إشعاعات شيرينكوف هو ظاهرة تشير إلى إشعاعات شيرينكوف المشكلة من جسيمات مشحونة منتشرة في الفراغ المادي.
النظرية النسبية الكلاسيكية غير الكمية تنكر بوضوح أي ظاهرة فوق ضوئية بما في ذلك هذه الظاهرة لأن الجسيم بالكتلة المتبقية الغير معدومة قد يقترب من سرعة الضوء فقط إذا وفقط اكتسب طاقة لانهائية. وفقا للآراء الحديثة المشتقة من النظرية الكمية، الفراغ المادي هو وسط غير بدائي يؤثر على الجسيمات المارة فيه، وحجم التأثير يتزايد بازدياد طاقات الجزيئات. نتيجة لذلك تصبح سرعة الفوتونات طاقة حرة وبذلك قد تكون أقل من استمرارية سرعة الضوء في الوسط حتى تصبح بسرعة كافية وتبلغ سرعة الضوء وتبدأ بإشعاع شيرينكوف.

## اقرأ أيضا
- عداد شيرينكوف
- فلورية